# Ranqueles mus
Ranqueles mus är en skalbaggsart som beskrevs av Pierre Émile Gounelle 1906. Ranqueles mus ingår i släktet Ranqueles och familjen långhorningar. Inga underarter finns listade i Catalogue of Life.